# Kresta
Kresta (ćuba) je mali perjani deo koji se nalazi na vrhu glave ptica. One su u mogućnosti da ga spuštaju i podižu. Može biti raznih boja u zavisnosti od pigmentacije ptice. Papagaji koji je imaju su nimfe i kakadui.

## Literatura
1. ↑  „Avian Behavior Guide”. Архивирано из оригинала 04. 07. 2011. г. Приступљено 15. 05. 2011.